# Фольклористичні терміни
- Анекдот (від гр. «невиданий») — коротка гумористична оповідь побутового характеру про смішний випадок чи подію з дотепним несподіваним закінченням.
- Апокрифічні легенди — це прозові твори церковно-релігійного змісту, створені на основі мотивів та образів біблійної та апокрифічної літератури з домішками мотивів мандрівних сюжетів, народних вірувань та уявлень.
- Афоризми — короткі влучні оригінальні вислови, в яких узагальнена, глибока думка висловлена у стислій лаконічній формі, подеколи несподівано парадоксальній.
- Балада — це ліро-епічний пісенний твір з гостро драматичним сюжетом, що виражає з точки зору народної моралі трагічні конфлікти, породжені надзвичайними чи фантастичними подіями, вчинками та фатальними збігами обставин в особистому, сімейному чи суспільному житті звичайних людей. В баладі поєднані риси епосу (сюжетність), лірики (пісенна форма) і драми (діалогічна форма, кілька дійових осіб, динамізм). Основними рисами балади є психологізм, незвичайність описуваних подій, трагізм.
- Нескінченні або надокучливі казочки — вкрай коротенькі віршовані твори, де в жартівливому тоні йдеться про якусь несерйозну чи малоймовірну подію, яка розповідається багато разів, не перериваючи оповіді казочки.
- Бувальщини/билиці — усні оповіді про сучасні події, які не виходять хронологічно за межі того, що міг бачити чи чути від безпосереднього учасника оповідач, в яких розповідається про надзвичайні дивовижні явища, надприродні істоти тощо. Від народних оповідань вони відрізняються лише фантастичним компонентом, підпадаючи під усі інші критерії жанрової диференціації. Установка на достовірність зображуваних подій закріплена в назві «бувальщина» — те, що насправді було.
- Веснянки — це календарно-обрядові пісні весняного циклу, які мають закличний характер і сприймаються як звертання до весни, до істот та речей, що асоціюються з нею.
- Весілля як народна драма складається з обрядових дій, монологів, діалогів та полілогів, хореографічних елементів — хороводів, танців та ігор. Весілля складається з таких етапів:

1. передвесільний (сватання, заручини чи змовини);
2. приготування до весілля (запрошення на весілля, випікання короваю, завивання гільця чи весільного деревця, дівич-вечір або вінкоплетення, оглядини або відвіз сорочки);
3. весілля (посад, розплітання коси нареченої, батьківське благословення чи поклони, приїзд нареченого, гостина, «викуп» нареченої, прощання нареченої з рідними, від'їзд подружжя до дому молодого, гостина в домі нареченого, «комора»;
4. післявесільний (понеділкування або почепини, пропій чи перезва). Народні лірично-пісенні твори, якими супроводжується цей церемоніал, називаються весільними обрядовими піснями.

- Весільна обрядовість — це система драматично-ритуальних дій та пов'язаних з ними пісенно-поетичних текстів, що виконуються з нагоди шлюбу хлопця та дівчини як початку їх спільного життя з метою створення сім'ї.
- Вітання — сталі вислови-кліше, які говорять при зустрічі знайомої людини.
- Гаївки — твори усної народної словесності, якими супроводжувались обрядові дійства, весняні ігрища та святкування, що відбувались у гаях, лісах чи поблизу водоймищ. За загальними критеріями серед гаївок, якими супроводжувались обряди та ігрища часу ранньої весни, можна умовно виділити такі основні хронологічно-тематичні групи: тотемічно-культові, міфологічні, господарсько-вегетаційні, любовно-еротичні, лицарсько-княжі, військово-історичні, родинно-побутові, жартівливо-іронічні, християнсько-великодні.
- Голосіння — це словесно-поетичні твори, які виконуються над покійником у період між його смертю та похороном, виконання яких періодично повторюється в час поминок чи свят вшанування духів померлих. Різновидами голосінь є рекрутські, соціально-побутові, емігрантські та тюремні голосіння (каторжанські плачі).
- Гребовицькі пісні — це твори календарної обрядовості, якими супроводжувався процес згрібання сіна, і які виконувались у період після жнив.
- Дитячі ігри — трансформовані, спрощені варіанти народних ігрищ, які первісно мали ритуальне значення. Вони становлять єдиний жанр дитячої драматургії, тобто вид творчості, де люди грають ролі відповідних персонажів, імітуючи їхні рухи, мову, вчинки.
- Думи — це народні епіко-ліричні пісенні твори героїчного, рідше соціально-побутового змісту, основною тематикою яких є боротьба проти іноземних загарбників українських земель. Думи виконуються речитативом, складаються з поетичного заспіву («заплачки»), власне думи і величальної кінцівки («славословія»). Стиль дум підкреслено урочистий.
- Жнивні пісні — цикл творів, якими супроводжувалась праця на полі у період жнив.
- Загадки — це короткі твори, в основі яких лежить дотепне метафоричне запитання, що передбачає відповідь на нього. Специфіка загадок полягає в тому, що в них у завуальованій алегоричній формі зашифровано якийсь предмет чи явище і треба відшукати його первісне значення.
- Зажинкові (зажнивні) пісні — це твори календарної обрядовості осіннього циклу, які супроводжують ритуальні дійства, пов'язані із початком збору врожаю.
- Заклички — короткі поетичні твори, пов'язані з вірою давніх людей в магічну дію слова, в яких звучать звертання до природних явищ, стихій, об'єктів, з метою вплинути на погоду, довкілля чи саму людину.
- Казка — це епічний твір народної словесності, в якому відображені різночасові вірування, погляди та уявлення народу у формі структурованої, хронологічно послідовної сюжетної оповіді, яка має чітку композиційну будову, яскраво виражену колізію (в основі якої лежить протиборство між добром і злом, що завершується перемогою добра).
- Каламбури — сталі фрази, побудовані на зіставленні або поєднанні непоєднуваних, несумісних понять та явищ, що набуває форми нісенітниці. Вони вживаються здебільшого в сатиричному, іронічному контексті.
- Календарно-обрядова поезія — це драматично-поетична система обрядів та ритуалів магічного значення, що супроводжуються відповідними поетичними текстами сакрального змісту, яка тісно пов'язана із циклічністю природи.
- Колискові пісні — ліричні пісенні твори, які виконуються матір'ю (рідше батьком чи іншими членами родини) над колискою дитини, щоб її приспати.
- Колядки — поетично-пісенні народні твори, які виконуються в час і з нагоди святкування Коляди, якими супроводжуються магічно-ритуальні різдвяні дійства. Колядка складається із заспіву, власне колядки, приспіву та поколяді. За тематично-часовим принципом можна виділити такі основні групи колядок: міфологічно-культові, родинно-господарські (величальні); історичні (лицарсько-дружинні, княжі); біблійно-апокрифічні.
- Косарські пісні — твори, які виконувались як супровід до праці під час косовиці та по завершенні роботи.
- Купальські пісні — пісенні твори літнього циклу, якими супроводжувалися ритуали та ігрища, пов'язані із святом Купала.
- Легенди — малосюжетні фантастичні оповіді міфологічного, апокрифічного чи історико-героїчного змісту з обов'язковою спрямованістю на достовірність зображуваних подій та специфікою побудови сюжету на основі своєрідних композиційних прийомів (метаморфози, антропоморфізації предметів і явищ природи та ін.). Їм притаманні драматизм, стійкість і завершеність сюжету.
- Лічилки — невеликі віршовані твори, якими визначаються роль і місце у грі кожного з її учасників.
- Маївки (майські пісні) — твори календарної обрядовості початку літа, назва яких, можливо, походить від «май» (травень) чи «маяти» (прикрашати зеленню) або «мавки» (духи лісу та поля). Ними супроводжувались описані обряди зеленої (Клечальної) неділі та пов'язані з нею ігрища молоді.
- Міфологічні легенди — усні народні твори сюжетного характеру, засновані на давніх дохристиянських уявленнях, які з часом втратили свою світоглядну основу і набули чисто символічного художнього значення. Генетично вони тісно пов'язані з народною міфологією і становлять сучаснішу трансформацію давньослов'янських міфів.
- Народні оповідання — образні розповіді про найрізноманітніші події та випадки із поточного життя, що ведуться від імені учасника чи очевидця цих подій, а тому їм властива форма оповіді від першої особи, особлива емоційність і докладність викладу, а також чітко виявляється власна оцінка оповідача зображуваних подій.
- Небилиці — це твори народної словесності, у яких витворений своєрідний незвичайний, абсурдний світ зі свідомо викривленою «перевернутою» реальністю.
- Обжинкові пісні — це твори, якими супроводжувались обряди, пов'язані із завершенням жнив, праці на полі.
- Пареміографія — це частина фольклору, яка об'єднує найкоротші жанри, що в образній формі відтворюють найістотніші явища і реалії дійсності: прислів'я, приказки (приповідки) та їх жанрові різновиди — вітання, побажання, прокльони, порівняння, прикмети, каламбури, тости.
- Перекази — усні оповіді про життєві факти, явища, драматичні ситуації, пов'язані з конкретними історичними подіями, інформація про які передається не очевидцями, а шляхом переповідання почутого (звідси і назва — переказ). Порівняно з легендами перекази відзначаються більшою достовірністю та документальністю змісту і є виявом історичної пам'яті народу.
- Пестушки — коротенькі віршики, які виконуються у поєднанні із своєрідними рухами чи вправами, якими дорослий пестить дитину, підбадьорює, спонукає до певного виду діяльності і таке інше.
- Петрівчані (петрівчанські) пісні — твори, які виконувались у час Петрівки.
- Побажання — словесні мініатюри зичення добра, щастя, матеріального статку.
- Потішки або утішки — невеликі віршики, які промовляють дитині перед тим, як кладуть спати. Їхнє призначення — заспокоїти дитину, вплинути на її психічний стан, щоб вона швидше заснула.
- Похоронна обрядовість — це система ритуально-обрядових дій, що здійснюються у зв'язку зі смертю представника роду та супроводжують його поховання.
- Приказка — це образний вислів чи мовний зворот, який влучно характеризує людину, її вчинки, явища життя і т.ін., і є елементом ширшого судження. Прислів'ям властиве повне вираження думки, приказка висловлює думку неповно, часто є частиною прислів'я.
- Прикмети — сталі вислови, в яких певні явища природи відповідно до зміни пір року пов'язуються з кліматичними чи погодними змінами, які впливають на наслідки хліборобської праці
- Прислів'я і приказки — це стійкі афористичні вислови, що у стислій, точній формі висловлюють думку про певні життєві явища, реалії дійсності, людські риси, вчинки тощо у їх характерних і специфічних ознаках.
- Прислів'я — довершений за змістом вислів, який становить граматично й інтонаційно оформлене судження, як правило, у формі складного речення, що має двочленну структуру.
- Присяги — словесні формули, якими людина підтверджує правоту своїх слів із зазначенням, що у разі обману чи невиконання обіцяного, лихо чи нещастя повинно впасти на неї.
- Притча — це жанр алегорично-дидактичної оповіді, що за змістом тяжіє до глибокої мудрості релігійно-філософського плану. Її фабула підпорядкована єдиній ідей, а відтак дидактичній меті твору. В основі притчевої оповіді лежить порівняння, наповнене особливим символічним значенням, основна думка подається шляхом іносказання — означення явища чи предмета подається через називання іншого на основі їх подібності. Реальний образ чи картина розкриваються не в прямій, а образно-алегоричній площині, а в уяві слухача ці дві площини зіставляються.
- Прокльони — своєрідні форми вираження почуття незадоволення, обурення, досади, гніву з висловленням побажання зла чи загибелі іншій людині.
- Пісні літературного походження — це твори, які увійшли в усну народну творчість із художньої літератури.
- Родинно-обрядова творчість — це система ритуально-обрядових дій у пісенно-музичному супроводі, які виконуються з нагоди основних етапів життя людини. До нашого часу збереглися системи обрядів весілля, народження дитини, смерті та ритуальні дії, пов'язані із закладенням та будівництвом нового дому та новосіллям.
- Родинно-побутові пісні — це ліричні поетично-музичні твори, в яких відбиті почуття, переживання, думки людини, пов'язані з її особистим життям, подіями в сім'ї, родинними стосунками.
- Романси — (іспан. romance від лат. romanice букв. «по-романськи», тобто по-іспанськи) — музично-поетичні твори, які виконуються сольно у супроводі музичного інструмента.
- Русальні пісні — жанр календарно-обрядової лірики, пов'язані із святуванням русалій (русального тижня, русального великодня).
- Скоромовки — короткі віршики чи окремі вислови, суть яких полягає не у змістовому навантаженні, а в такому розміщенні слів та звуків, що їх вимова вимагає певних зусиль артикуляції.
- Собіткові пісні — твори, якими супроводжувався нічний обряд палення купальського вогнища (собітки).
- Соціально-побутові (або суспільно-побутові) ліричні пісні — це твори, в яких відбилися почуття, роздуми не окремих людей, а певних соціальних груп (козаків, чумаків, рекрутів, наймитів та ін.), викликані подіями чи обставинами суспільного життя народу, характерними рисами станового побуту.
- Теорія фольклору — це галузь фольклористики, що вивчає сутність усної народної творчості, особливості окремих фольклорних жанрів, їхнє місце у цілісній жанровій системі, а також — внутрішню структуру жанрів — закони їх побудови, поетику.
- Тости — застільні побажання, висловлені господарям дому або гостям.
- Усна народнопоетична творчість — це художньо-словесна творчість народу в сукупності її видів і форм, де засобами мови збережено знання про життя і природу, давні культи і вірування; а також відбито світ думок, уявлень, почуттів і переживань, народно-поетичної фантазії.
- Фольклористика — це наука, що вивчає закономірності та особливості розвитку фольклору, характер і природу, сутність, тематику народно-поетичної творчості, її специфіку та спільні риси з іншими видами мистецтва; особливості побутування та функціонування текстів усної словесності на різних етапах розвитку; жанрову систему і поетику.
- Царинні пісні — твори, якими супроводжувались обряд водіння Тополі чи ритуальні процесії обходу сіл (полів, пасік, водоймищ, господарств тощо) з метою оберегти їх від природних стихій, лиха, епідемій та ін.
- Церковні пасхальні пісні — це духовні церковні пісні на біблійні мотиви (з окремими вкрапленнями апокрифічних елементів), які побутують як народні. Основними темами цих творів є смерть Ісуса Христа як добровільна Його жертва за гріхи людства, муки Його на хресті, тріумф воскресіння як перемога над смертю, гріхом, пеклом; обітниця вічного життя з Богом для тих, хто любить Господа і служить Йому.
- Щедрівки є словесно-пісенною частиною іншого свята — Нового року (Щедрого вечора), пов'язаного із величанням місяця, який для наших предків був сакрально-містичною містерією, що часто називалась Маланкою.
- Історично-героїчні легенди — це фабульні оповіді про незвичайні, фантастичні епізоди, пов'язані з історичними подіями минулого. Їх можна умовно вважати проміжною ланкою між легендою і переказом, бо в них нерідко вказується особа, з якою відбувався описаний епізод, конкретизується місце події, що не властиво для інших жанрових різновидів легенд, але є обов'язковою рисою історичних переказів.
- Історичні пісні — ліро-епічні твори про конкретні чи типові історичні події та процеси, відомих історичних осіб та безіменних героїв, чиє життя і вчинки пов'язані з подіями суспільно-політичного життя, в яких відтворено дух певної історичної епохи.
- Історія фольклору — це галузь фольклористики, що вивчає процес виникнення, розвиток, побутування, функціонування, трансформацію (деформацію) жанрів та жанрової системи у різні історичні періоди на різних територіях. Історія фольклору вивчає окремі народно-поетичні твори, продуктивні та непродуктивні періоди окремих жанрів, а також цілісну жанрово-поетичну систему в синхронному (горизонтальний зріз окремого історичного періоду) та діахронному (вертикальний зріз історичного розвитку) планах.